# Saurodactylus
Saurodactylus – rodzaj jaszczurek z rodziny Sphaerodactylidae.

## Zasięg występowania
Rodzaj obejmuje gatunki występujące w Maroku, Saharze Zachodniej i Algierii.

## Systematyka
Rodzaj zdefiniował w 1843 roku austriacki przyrodnik Leopold Fitzinger w publikacji własnego autorstwa dotyczącej systematyki gadów. Gatunkiem typowym jest (oryginalne oznaczenie) Saurodactylus mauritanicus.

### Etymologia
Saurodactylus: σαυρος sauros ‘jaszczurka’; δακτυλος daktulos ‘palec’. 

### Podział systematyczny
Do rodzaju należą następujące gatunki: 
- Saurodactylus brosseti Bons & Pasteur, 1957
- Saurodactylus elmoudenii Javanmardi, Vogler & Joger, 2019
- Saurodactylus fasciatus Werner, 1931
- Saurodactylus harrisii Javanmardi, Vogler & Joger, 2019
- Saurodactylus mauritanicus (Duméril & Bibron, 1836)
- Saurodactylus slimanii Javanmardi, Vogler & Joger, 2019
- Saurodactylus splendidus Javanmardi, Vogler & Joger, 2019